# Marisa Paredes
María Luisa Paredes Bartolomé (Madrid, 3 de abril de 1946-Madrid, 17 de diciembre de 2024), conocida como Marisa Paredes, fue una actriz española con una destacada trayectoria teatral y cinematográfica, desarrollada también en países como Francia, México e Italia. Considerada una de las actrices más importantes de su generación, actuó en más de 75 películas, en más de 80 ficciones de televisión y en 15 obras de teatro, con los directores más importantes del cine europeo. Por su trabajo ganó numerosos premios: el Premio Nacional de Cinematografía, la Medalla de Oro al Mérito en las Bellas Artes, la Gran Medalla Vermeil de la Villa de París, el Fotograma de Plata en seis ocasiones, el Premio de Honor en el Festival de Cine de Astorga y el Premio Goya de Honor, entre muchos otros.
Fue reconocida con la Gran Cruz de Isabel la Católica a título póstumo.

## Trayectoria
Marisa Paredes nació en Madrid en 1946. Desde niña mostraba una gran vocación por el teatro e inició sus estudios en el Conservatorio y en la Escuela de Arte Dramático de esa ciudad. En 1960 (a los catorce años de edad), debutó en cine en la película Esta noche tampoco (José Osuna) y en 091 Policía al habla (José María Forqué). Al año siguiente, debutó en teatro. Actuó con la compañía de Conchita Montes como meritoria. Asimismo, empezó a trabajar en el programa de televisión Estudio 1, donde representó personajes de Ibsen, Shakespeare, Chejov o Neville.
El teatro la ha acompañado durante toda su trayectoria profesional, hasta hace poco triunfaba en el teatro con Hamlet (con Eduard Fernández), aunque el número de intervenciones como actriz en cine o televisión (Estudio 1 entre otros) es considerable.

### Cine: primeros papeles
En las décadas de 1960 y 1970, Marisa Paredes interpreta papeles secundarios en filmes de géneros muy dispares; interviene en la película El mundo sigue (1965) de Fernando Fernán Gómez, en algún spaghetti western y en una comedia de Marisol.
Posiblemente Ópera prima (1980) de Fernando Trueba supuso un punto de inflexión y el inicio del despegue de Marisa Paredes en el cine.
De su relación con el director de cine Antonio Isasi-Isasmendi, nació en 1975 su única hija, la también actriz María Isasi.

### «Chica Almodóvar»
Su reconocimiento internacional y masivo entre el público español le llegó con el director manchego Pedro Almodóvar, quien la convirtió en una «chica Almodóvar»; Paredes tuvo un papel en Entre tinieblas (1983) y consigue ya papeles principales en películas como Tacones lejanos o La flor de mi secreto. Por esta última película fue candidata al premio Goya como mejor actriz protagonista. Siguió colaborando con Almodóvar en Todo sobre mi madre (1999), Hable con ella (2002) y La piel que habito (2010).

### Proyección internacional
Almodóvar le abrió las puertas del mercado internacional y tuvo el honor de trabajar con directores muy reconocidos del cine europeo y en producciones tan emblemáticas como La vida es bella de Roberto Benigni y Profundo Carmesí de Arturo Ripstein. También ha trabajado con realizadores como Amos Gitai (Golem, l’esprit de l’exil), Daniel Schmid (Hors saison), Philipe Lioret (En tránsito), Raoul Ruiz (Tres vidas y una sola muerte, donde comparte plantel con Marcello Mastroianni), Alain Tanner (Jonás y Lila), Maria Sole Tognazzi (L’uomo che ama), Cristina Comencini (Mi familia italiana), Manoel de Oliveira (Espelho mágico), Arturo Ripstein (El coronel no tiene quien le escriba), Guillermo del Toro (El espinazo del diablo), entre otros.

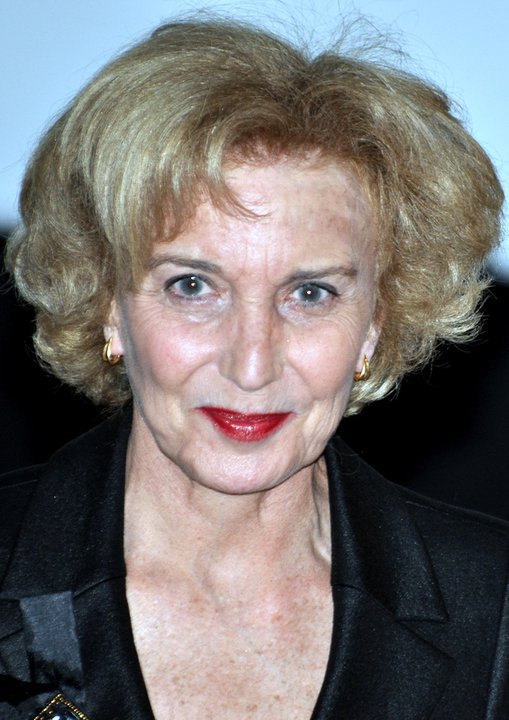
Marisa Paredes en 2011

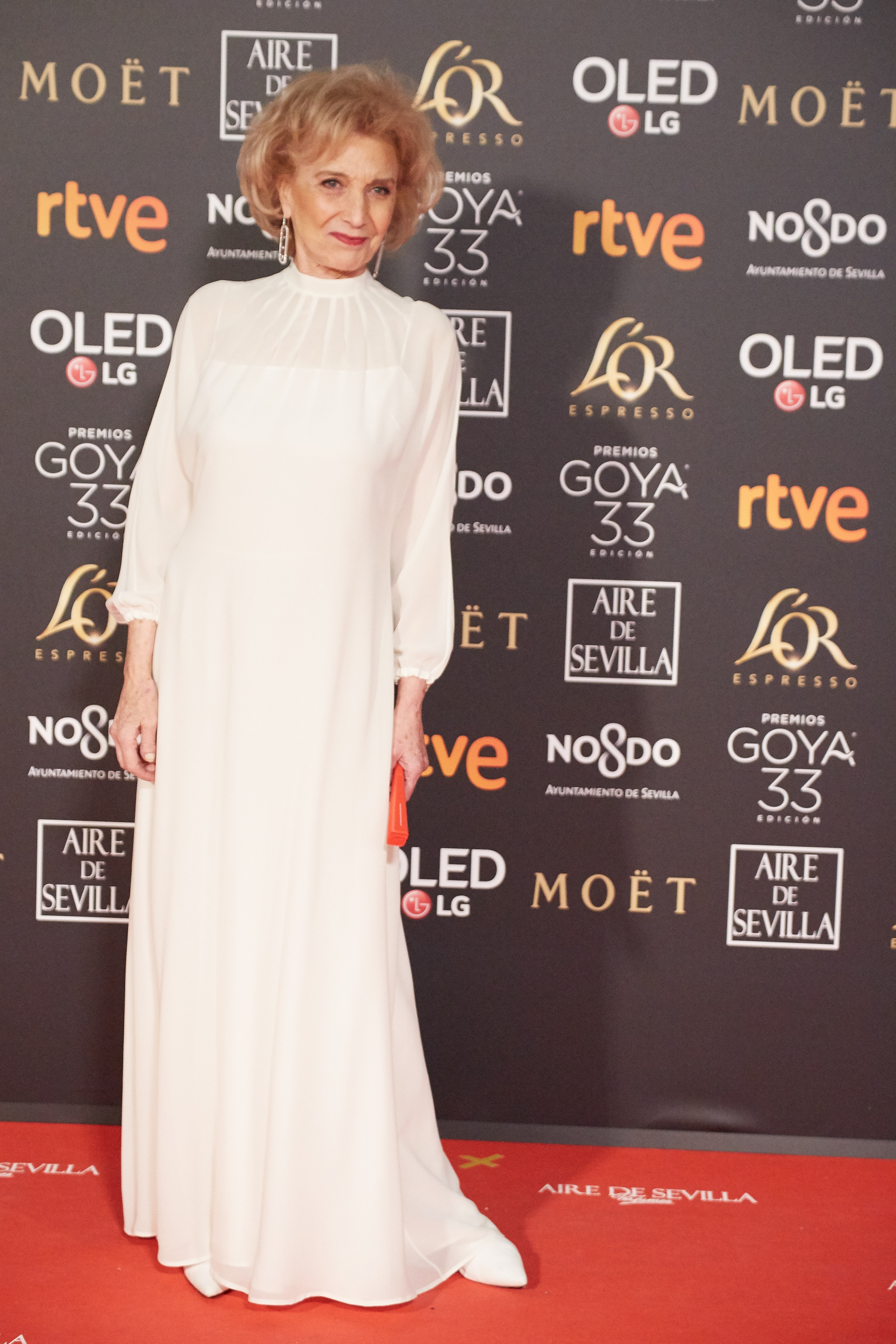
Marisa Paredes en los Premios Goya 2019

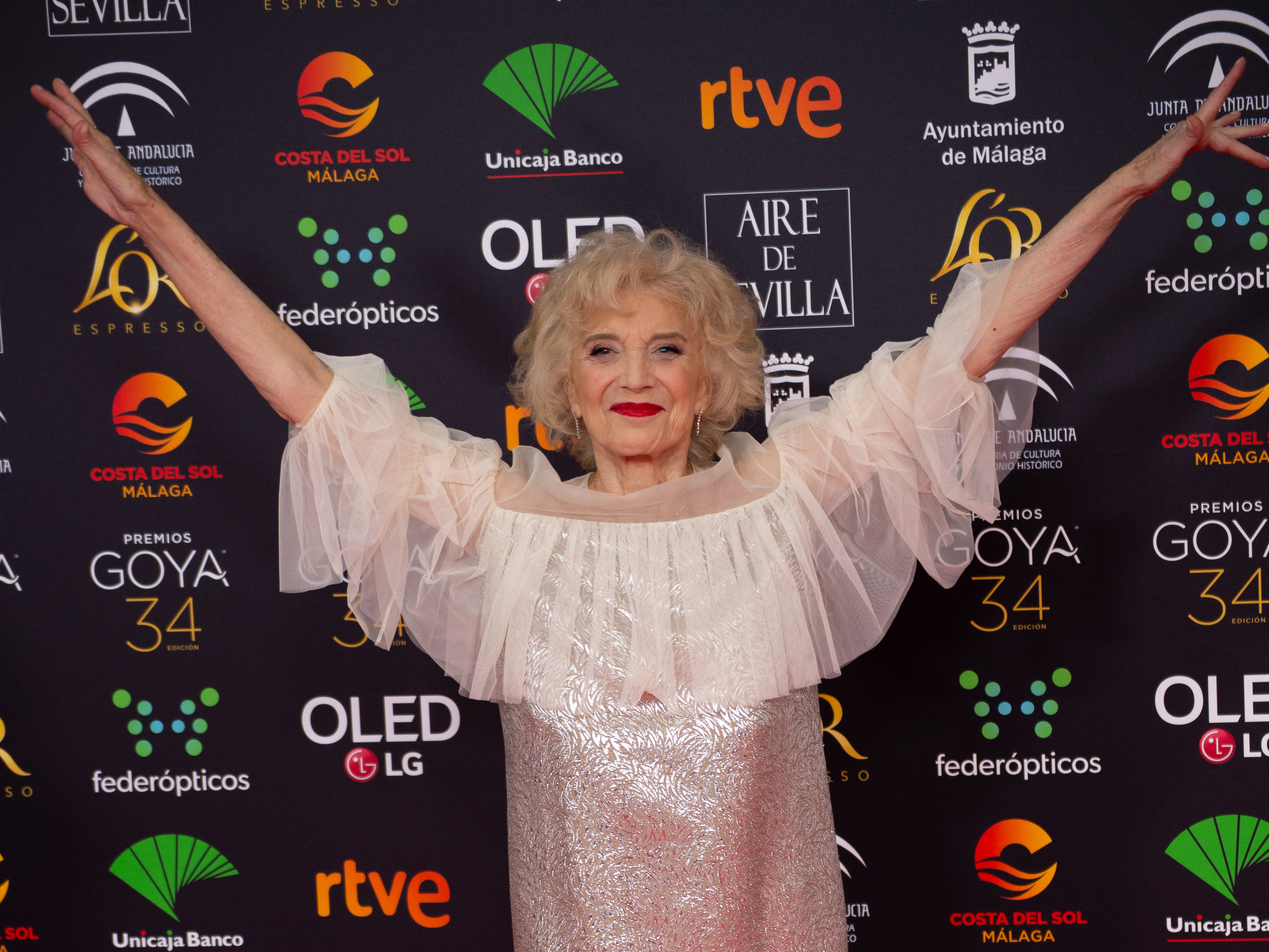
Marisa Paredes en los Premios Goya 2020

### Presidenta de la Academia de Cine
Desde el 2000 al 2003, fue la presidenta de la Academia del Cine Español, haciendo frente a la época más controvertida y polémica de esta, ya que en el momento inicial de la guerra de Irak, los profesionales del cine español se manifestaron rotundamente en contra de todo ello en la gala de los Premios Goya del año 2003.

### Fallecimiento
El 17 de diciembre de 2024 afirmó que se sentía mal y por ello ingresó en el Hospital Universitario Fundación Jiménez Díaz. Falleció unas horas después, a causa de un paro cardiorrespiratorio. Tenía 78 años.

## Filmografía
- Emergency Exit (2025)
- Avetimología (2024)
- Mucha mierda (2024)
- El viaje de Julieta (2022)
- Las cartas perdidas (2021)
- El sueño del califa (2019)
- A pesar de todo (2019)
- Petra (2017)
- Mi familia italiana (2015)
- Traumland (2013)
- Las líneas de Wellington (Linhas de Wellington) (2012)
- La piel que habito (2011)
- El dios de madera (2010)
- Los caminos de la memoria (2009)
- 1ª vez 16 mm (2008)
- L'Uomo che ama (2008)
- Tuya (2008)
- Después de la lluvia (2007)
- El camino de Ana (2007)
- Las películas de mi madre (2006)
- Una ballena muriendo en el desierto (2006)
- Four Last Songs (2006)
- O Espelho Mágico (2005)
- Reinas (2005)
- Frío sol de invierno (2004)
- Dans le rouge du couchant (2003)
- Una preciosa puesta de sol (2003)
- Hable con ella (2002)
- Salvajes (2001)
- El espinazo del diablo (2001)
- Afrodita, el sabor del amor (2001)
- Leo (2000)
- Jonas et Lila, à demain (1999)
- El coronel no tiene quien le escriba (1999)
- Todo sobre mi madre (1999)
- Talk of Angels (1998)
- Le serpent a mangé la grenouille (1998)
- Préférence (1998)
- Señores de Gardenia (1998)
- La vida es bella (1997)
- Docteur Chance (1997)
- Profundo Carmesí (1996)
- Cronaca di un amore violato (1996)
- Trois vies & une seule mort (1996)
- La flor de mi secreto (1995)
- La nave de los locos (1995)
- En tránsito (Tombés du ciel) (1993)
- Tierno verano de lujurias y azoteas (1993)
- La reina anónima (1992)
- Zwischensaison (1992)
- La última respuesta (1992)
- Golem, l'esprit de l'exil (1992)
- Tacones lejanos (1991)
- Continental (1990)
- Tu novia está loca (1988)
- Mientras haya luz (1987)
- Tras el cristal (1987)
- Cara de acelga (1987)
- Tata mía (1986)
- Delirios de amor (1986)
- Las bicicletas son para el verano (1984)
- Entre tinieblas (1983)
- Ópera prima (1980)
- Sus años dorados (1980)
- El perro (1977)
- Larga noche de julio (1974)
- Abismo (1972)
- Goya, historia de una soledad (1971)
- El espíritu del animal (1971)
- Pastel de sangre (1971)
- Fray Dólar (1970)
- Carola de día, Carola de noche (1969)
- La Revoltosa (1969)
- El señorito y las seductoras (1969)
- La amante estelar (1968)
- No disponible (1968)
- Réquiem para el gringo (1968)
- Tinto con amor (1968)
- Las salvajes en Puente San Gil (1966)
- La tía de Carlos en mini-falda (1966)
- El mundo sigue (1965)
- Llegar a más (1963)
- Gritos en la noche (1962)
- Canción de cuna (1961)
- Los económicamente débiles (1960)
- 091 Policía al habla (1960)

## Teatro

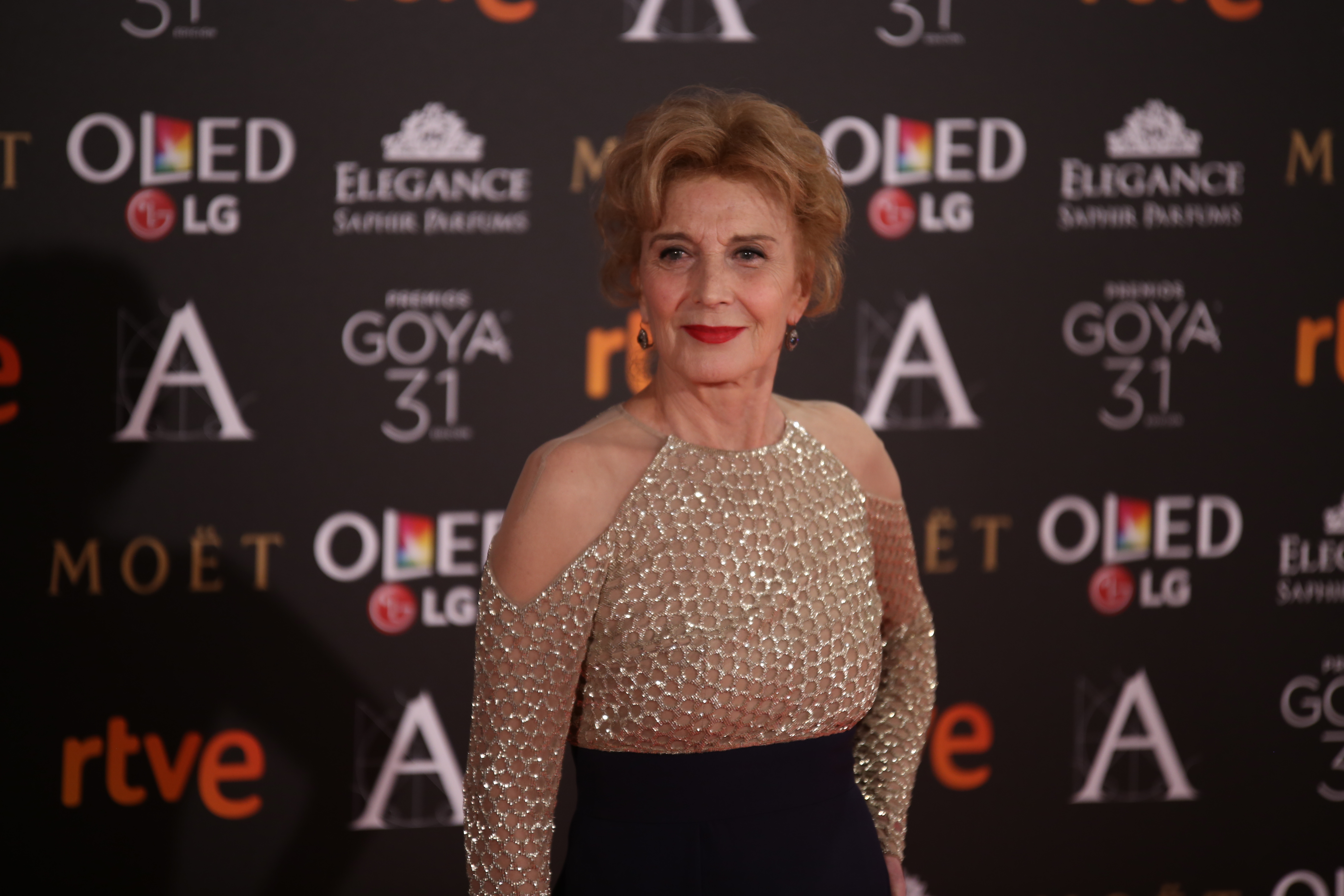
En los Premios Goya de 2017

- El apagón (1968), de Peter Shaffer.[4]
- Ligazón (1969).
- English Spoken (1968) de Lauro Olmo.[5]
- El embrujado (1969).
- La estrella de Sevilla (1970), de Lope de Vega.
- El engañao (1981), de José Martín Recuerda.[6]
- Las criadas (1983), de Jean Genet.
- La gata sobre el tejado de zinc (1984).
- Orquídeas a la luz de la luna (1988).
- Los bosques de Nyx (1994).
- Hamlet (2006).
- Sonata de otoño (2008).
- El cojo de Inishmaan (2013-2014).

## Televisión
- Vestidas de azul (2023)
- As Linhas de Torres Vedras (2012)
- Felipe y Letizia (2010)
- Després de la pluja (2007)
- Las chicas de hoy en día (1991-1992)
- Delirios de amor (1989) 
  - Párpados (1989)
- El olivar de Atocha (1989)
- Gatos en el tejado (1988) 
  - Los tres pies del gato (1988)
- El baile (1985)
- Goya (1985)
- Escrito para TV (1984) 
  - La mujer de arriba (1984)
- El mayorazgo de Labraz (1983)
- Estudio 1 (1967-1982) 
  - Un marido ideal  (1982)
  - La dama del alba (1982)
  - Inquisición (1982)
  - La pechuga de la sardina (1982)
  - Sur (1979)... Regina
  - Los bandidos (1974)
  - Los delfines (1974)
  - El ladrón (1973)
  - Todos eran mis hijos (1973)
  - Mi adorado Juan (1971)
  - Las tres hermanas (1970)
  - Peribáñez y el comendador de Ocaña (1970)
  - El reloj de Baltasar (1970)
  - El jardín de los cerezos (1969)
  - La fuente escondida (1969)
  - El enfermo imaginario (1969)
  - El puente (1968)
  - Los novios de El Havre (1968)
  - Asia (1968)
  - Música en la ciudad (1968)
  - Música en la noche (1968)
  - El comprador de horas (1968)
  - El hilo rojo (1967)
  - El mercader de Venecia (1967)
- La máscara negra (1982) 
  - La fantástica invasión (1982)
- Cervantes (1981)
- Novela (1966-1978) 
  - Padres e hijos (1978)
  - Bearn (1976)
  - Tierra para morir (1974)
  - La chica de la granja Blossom (1973)
  - Padres e hijos (1972)
  - El hombre que ríe (1972)
  - Lejano pariente sin sombrero (1972)
  - El molino junto al río Floss (1971)
  - Crimen y castigo (1970)
  - Las alas de la paloma (1968)
  - Isabel y María (1968)
  - Los cascabeles de la locura (1968)
  - Felipe Derblay (1967)
  - El fin de un largo viaje (1966)
- Teatro estudio (1977) 
  - El pato silvestre (1977)
  - Música en la noche (1977)
- Cuentos y leyendas (1975) 
  - La mancha (1975)
  - En provincia (1975)
- Noche de teatro (1974) 
  - La mordaza (1974)
- Im Auftrag von Madame (1974) 
  - Leibwache (1974)
- Los pintores del Prado (1974) 
  - Tiziano: La soledad (1974)
- Ficciones (1971-1974) 
  - Datura fastuosa (1974)
  - El balcón (1973)
  - Una mujer insustancial (1973)
  - El ópalo (1973)
  - Carmilla (1973)
  - La sacerdotisa del bosque de Bolonia (1972)
  - Tiempo infinito (1971)
- Luisa Fernanda (1973) (Zarzuela)
- Los camioneros (1974) 
  - Seis toros y uno toreado (1974)
- Historias de Juan Español (1972) 
  - Juan Español visita el cabaret (1972)
- Pequeño estudio (1968-1972) 
  - La bella por la discreta (1972)
  - Un hombre irremediable (1968)
- Hora once (1972) 
  - Vida tricolor (1972)
  - La leyenda de Zuma (1972)
  - Los desterrados de Poker Flat (1972)
  - Un millonario modelo (1972)
- Las doce caras de Eva (1971) 
  - Escorpio (1971)
- A través de la niebla (1971) 
  - Un viento de esperanza (1971)
- Teatro breve (1966-1971) 
  - Dos caminos (1971)
  - Mañana de sol (1966)
- Teatro de siempre (1967-1971) 
  - Edipo en Colona (1971)
  - La zorra y las uvas (1970)
  - El cochero de Henschel (1969)
  - Los novios de El Havre (1968)
  - El burlador o el ángel del demonio (1968)
  - El Nuevo Mundo (1968)
  - Diario de un sinvergüenza (1967)
- Teatro de misterio (1970) 
  - Mejor muerto (1970)
- Con acento (1970) 
  - La Mancha (1968)
- Fábulas (1968) 
  - La zorra y el busto (1968)
- Las doce caras de Juan (1967) 
  - Aries (1967)
  - Cáncer (1967)
- Historias para no dormir (1967) 
  - El vidente (1967)
- Tiempo y hora (1966-1967) 
  - Aquel 6 de agosto (1967)
  - Días de haber (1967)
  - Recordando a Don Julio (1966)

## Premios y candidaturas
Premios Goya
| Año  | Categoría                                  | Película              | Resultado |
| ---- | ------------------------------------------ | --------------------- | --------- |
| 2018 | Premio Goya de Honor                       | Premio Goya de Honor  | Ganadora  |
| 1995 | Mejor interpretación femenina protagonista | La flor de mi secreto | Candidata |
| 1987 | Mejor interpretación femenina de reparto   | Cara de acelga        | Candidata |

Premios del Sindicato de Actores (SAG)
| Año  | Categoría     | Película         | Resultado |
| ---- | ------------- | ---------------- | --------- |
| 1998 | Mejor reparto | La vida es bella | Candidata |

Fotogramas de Plata
| Año  | Categoría                      | Trabajo                       | Resultado |
| ---- | ------------------------------ | ----------------------------- | --------- |
| 2015 | Toda una vida                  | Toda una vida                 | Ganadora  |
| 2006 | Mejor actriz de teatro         | Hamlet                        | Ganadora  |
| 1995 | Mejor actriz de cine           | La flor de mi secreto         | Ganadora  |
| 1991 | Mejor actriz de cine           | Tacones lejanos               | Ganadora  |
| 1988 | Mejor labor teatral            | Orquídeas a la luz de la luna | Candidata |
| 1968 | Mejor intérprete de televisión | Conjunto de su labor          | Ganadora  |

Premios de la Unión de Actores
| Año  | Categoría                                 | Película              | Resultado |
| ---- | ----------------------------------------- | --------------------- | --------- |
| 2011 | Mejor actriz de reparto de cine           | La piel que habito    | Candidata |
| 1995 | Mejor interpretación protagonista de cine | La flor de mi secreto | Candidata |
| 1991 | Mejor interpretación protagonista de cine | Tacones lejanos       | Ganadora  |

### Otros premios y reconocimientos
- El 25 de julio de 2025 se anuncia que una foto suya protagonizaría el cartel oficial del 73 Festival de Cine de San Sebastián, en homenaje a ella. Se celebraría del 19 y el 27 de septiembre de ese año. [7]
- En 2024 recibió la Gran Cruz de la Orden de Isabel la Católica a título póstumo.[8]
- Premio InfoLibre 2023.[9]
- Premio José Sacristán de la Semana de Cine de Melilla (2019).[10]
- Premio de Honor 2019 en el Festival de Cine de Astorga en su XXII edición.[11][12]
- Biznaga de Plata del Festival de cine de Málaga a la mejor actriz por El dios de madera (2010).
- Premio UIMP a la Cinematografía (2009).
- Medalla de Oro al Mérito en las Bellas Artes (2007).
- Premio Nacional de Cinematografía Nacho Martínez (Festival Internacional de Cine de Gijón, (2007).
- Premio Ondas de Cinematografía (2003).
- Premio ACE (Nueva York) a la mejor actriz de reparto por Todo sobre mi madre (2000).
- Premio Rodolfo Valentino (1999).
- Premio ACE (Nueva York) a la mejor actriz por La flor de mi secreto (1997).
- Premio Sant Jordi de Cinematografía, otorgado por RNE en Cataluna a la mejor actriz por La flor de mi secreto (1996).
- Premio Nacional de Cinematografía del Ministerio de Educación y Cultura (1996).
- Premio Sant Jordi de Cinematografía, otorgado por RNE en Cataluña a la mejor actriz por Tacones lejanos (1992).
- Antena de Oro (1974).